# Portell de la Costa

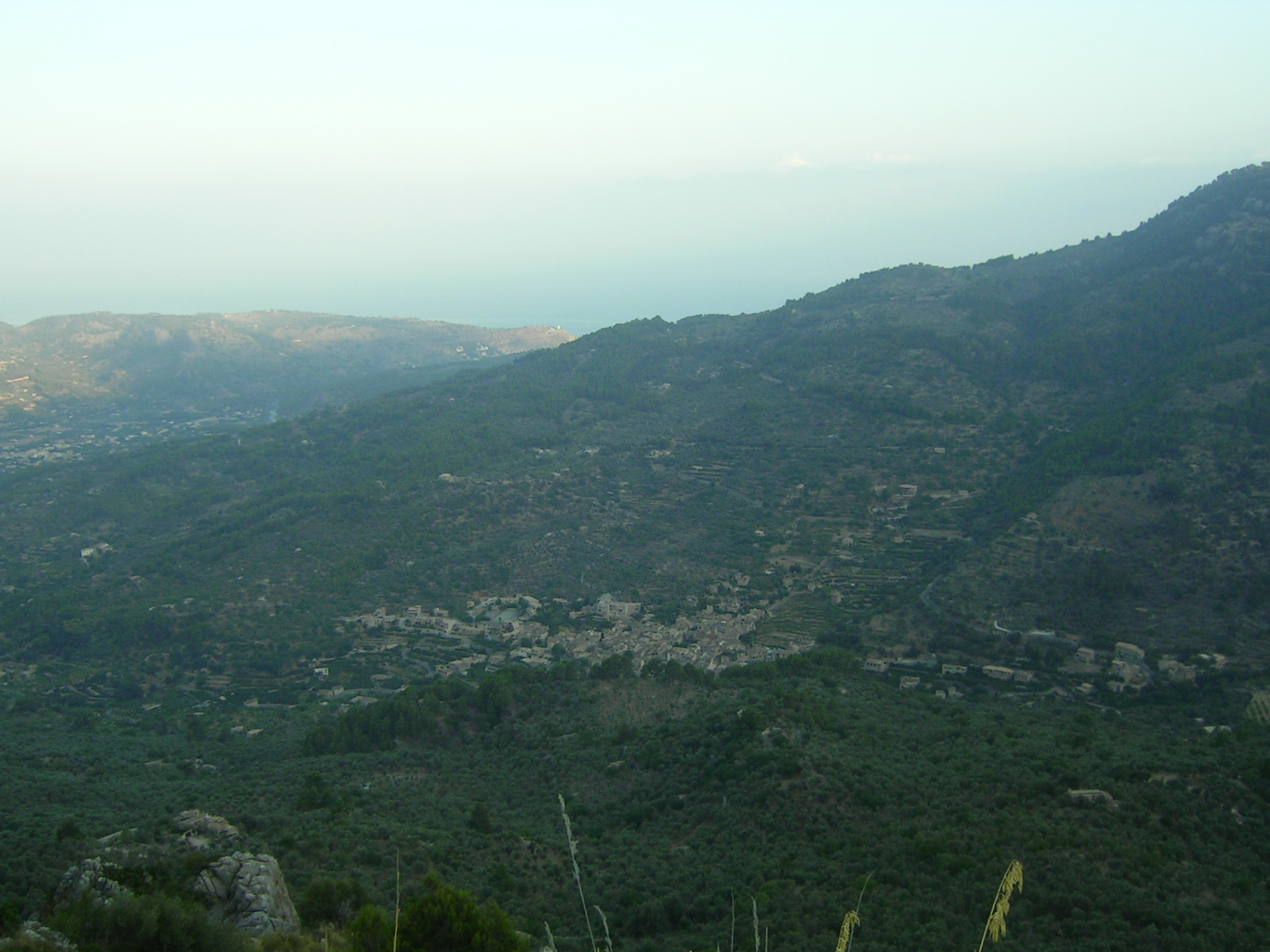
Vista de Fornalutx des del Portell

El Portell de la Costa és un portell que es troba a l'extrem sud de la Serra de Son Torrella, a la Serra de Tramuntana de Mallorca. Es troba a 933 m d'altitud i permet el pas de la Vall de Sóller a la Coma de Son Torrella. Està a la frontera dels termes municipals de Fornalutx i Escorca. El camí que hi accedeix des de la Vall de Sóller, que rep el nom de camí de na Martorella o de sa Costa, parteix de la carretera de Monnàber i passa vora la font de na Martorella